# زين العابدين تاجيف
الحاج زين العابدين تاجييف - (بالأذرية: Hacı Zeynalabdin Tağıyev) هو الثري الأذربيجاني من باكو، وكان رجلا محسنا وكريما، وشغل منصب المستشار في الإمبراطورية الروسية، وهو مؤسس أول مدرسة للبنات في أذربيجان وبلاد القوقاز (مدرسة بنات تاجييف).
الحاصل على جائزة ستانستلاو المقدس الثاني والثالث.

## حياته
ولد زين العابدين تاجيف في عائلة إسكافي فقيرة في مدينة باكو، عام 1823.
كان زين العابدين الصغير طفلاً محباً للعمل. وعندما كان في 12 سنة من عمرهِ نحت الحجارة، وفي 15 سنة من عمره عمل كعامل بناء.

## فعاليته
بعد ذلك جرب العمل في أعمال التجارة والصناعات الخفيفة. فنجح في كلا مجالين وإمتلك مصانع صغيرة ومحلات.
كما أنه كان واحد من أكبر رواد الأعمال الذين قاموا بتصدير نفط من باكو بطريق بحر قزوين وخط سكك حديد القوقاز.
وكان تاجييف أول صناعي وطني أنزل ضربة إلى الطابع الاستعماري للاقتصاد الأذربيجاني وكسره بسبب تصرفاته الحكيمة وتدابيره الهادفة.

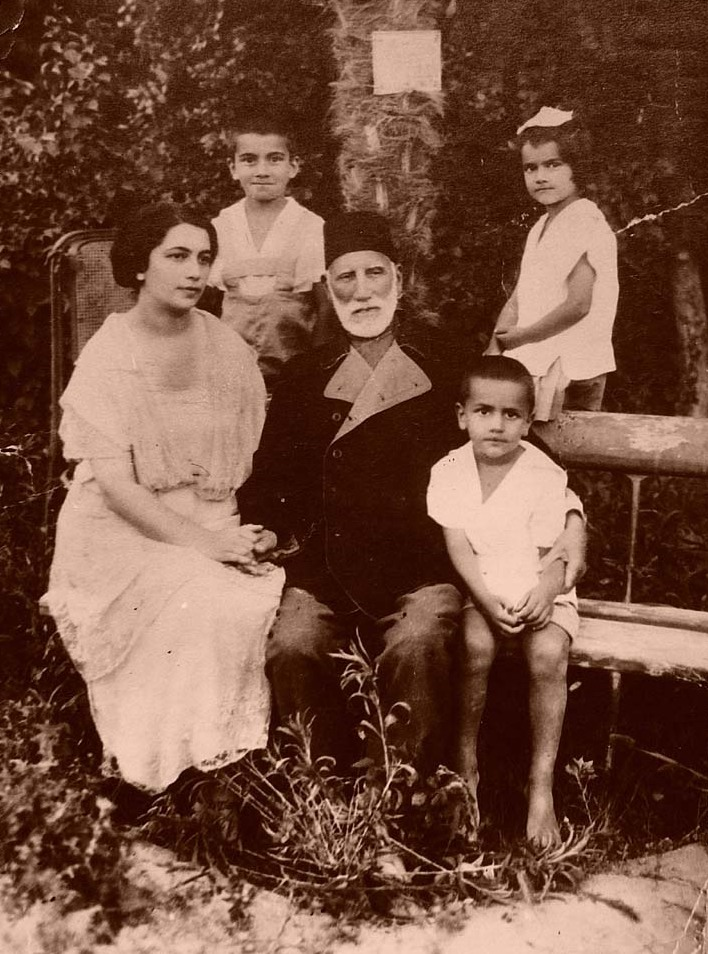
الحاج زين العابدين تاجييف قبل سنة من وفاته. مع إينته ليلة وأحفاده.

## حياته شخصية
تزوج الحاج زين العابدين مرتين. وكانت زوجتهُ الأولى هي أبنة عمهِ زينب هانم. ومن الزواج الأول كان لهُ ولدين - إسماعيل وصادق وابنة - خانم. وكانت زوجته الثانية سونا هانم، ابنة الجنرال المشهور بالاكيشي باي أرابيلينسكي.

## صناعة النفط والنقل
وفي عام 1870 كان تاجييف يملك مصنع لتكرير النفط والذي يحتوي على غرفتين ومرجل.
ومع ذلك أسس شركة «حاجي زين العابدين» لاحقاً. فغير مدينة باكو ونقلها إلى المملكة النفطية خلال هذه الفترة.
وفي عام 1872، عندما طرحت أراضي النفط للمزاد العلني، أستأجر تاجييف أرضا أخرى أيضاً. وفي النهاية، وصل إلى ما يصبو إليهِ فقد تفجرت نافورة نفط من الأرض التي أستأجرها. ولذلك تزايدت إيراداتهِ من النفط بسرعة. فأشترى بعدها معظم مصانع النفط في البلاد. وصعد تاجييف إلى مرتبة التاجر الأول في البلاد عام 1882.
ولقد حققت شركته النفطية أعلى الإيرادات في عام 1896. وكان صافي ربحه حوالي 32 مليون جنيه (512 كجم) من النفط.
وأسس تاجييف شركة نفطية برئاسة جولاق أغابالى قولييف وهي شركة مساهمة لخط أنابيب "باكو- باتومي"

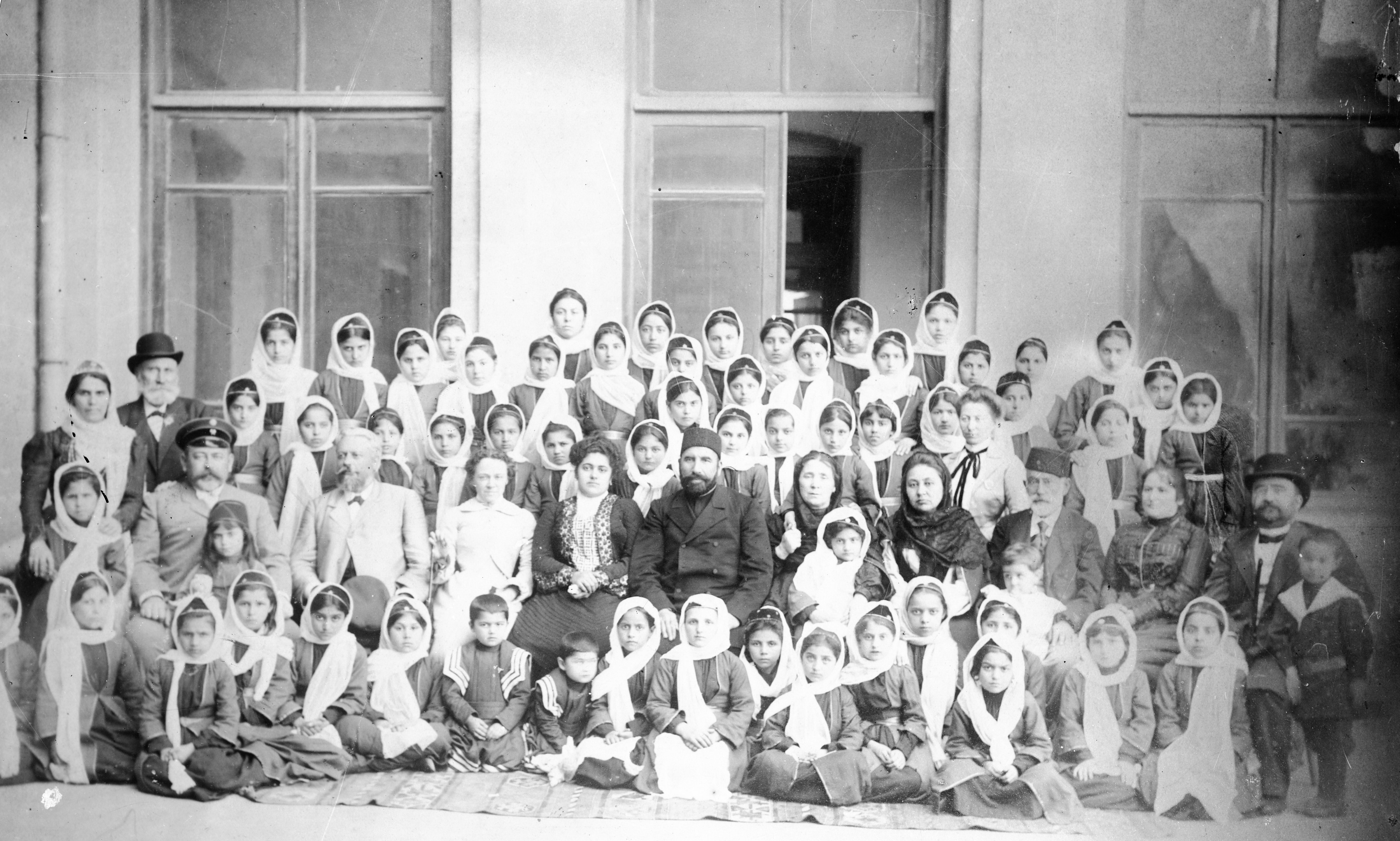
تاجييف مع تلميذات في المدرسة الأولى الإسلامية للبنات

## صناعة النسيج
أسس الحاج زين العابدين تاجييف مصنعا للخياطة والنسيج في عام 1897، وكان هذا المصنع بداية لإنتاج النسيج بأذربيجان. وشيد وبنى أكبر مركز للتسوق في مدينة باكو.

## مدرسة البنات
أنفق الحاج زين العابدين تاجييف حوالي 300,000 مانة أو ما يعادل عشرين ألف جنيه أسترليني لأجل بناء وتشييد المدرسة الأولى للبنات في بلدته باكو، عام 1901. وأوقف عليها وقفًا من دور ومحلات يأتي بإيراد قدره ثلاثون ألف جنيه سنويًّا، وصارت هذه المدرسة فيما بعد (المدرسة الجامعة) للإناث.
ولقد كانت هذهِ المدرسة هي الوحيدة للبنات في بلاد القوقاز.
كانت البداية في تشييد بناية عام 1898 وانتهى البنيان عام 1900. ويقع مبنى مدرسة البنات في باكو، في شارع نيكولاييسكي (في الوقت الحاضر شارع الاستقلال).
بنيت وشيدت البناية لمدرسة البنات في باكو بطراز عمراني فريد من نوعهِ بأسلوب الهندسة المعمارية الأذربيجانية.

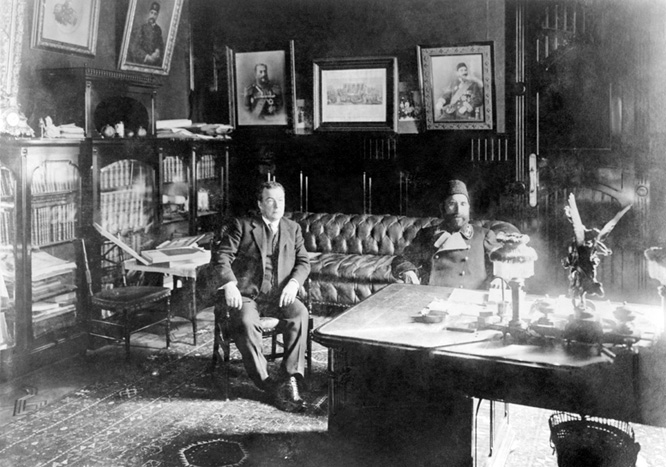
تاجييف في مكتبهِ شخصي

## بناء خط أنابيب المياه باكو شولار
كما خصص تاجييف جزء من أموالهِ الشخصية لبناء خط أنابيب المياه باكو شولار. الذي بني في 6 أكتوبر عام 1909، بموجب مرسوم القيصرالثاني نيكولاي.
اكتمل بناء الخط الأول من خط أنابيب المياه باكو شولار في شهر ديسمبر من عام 1916.

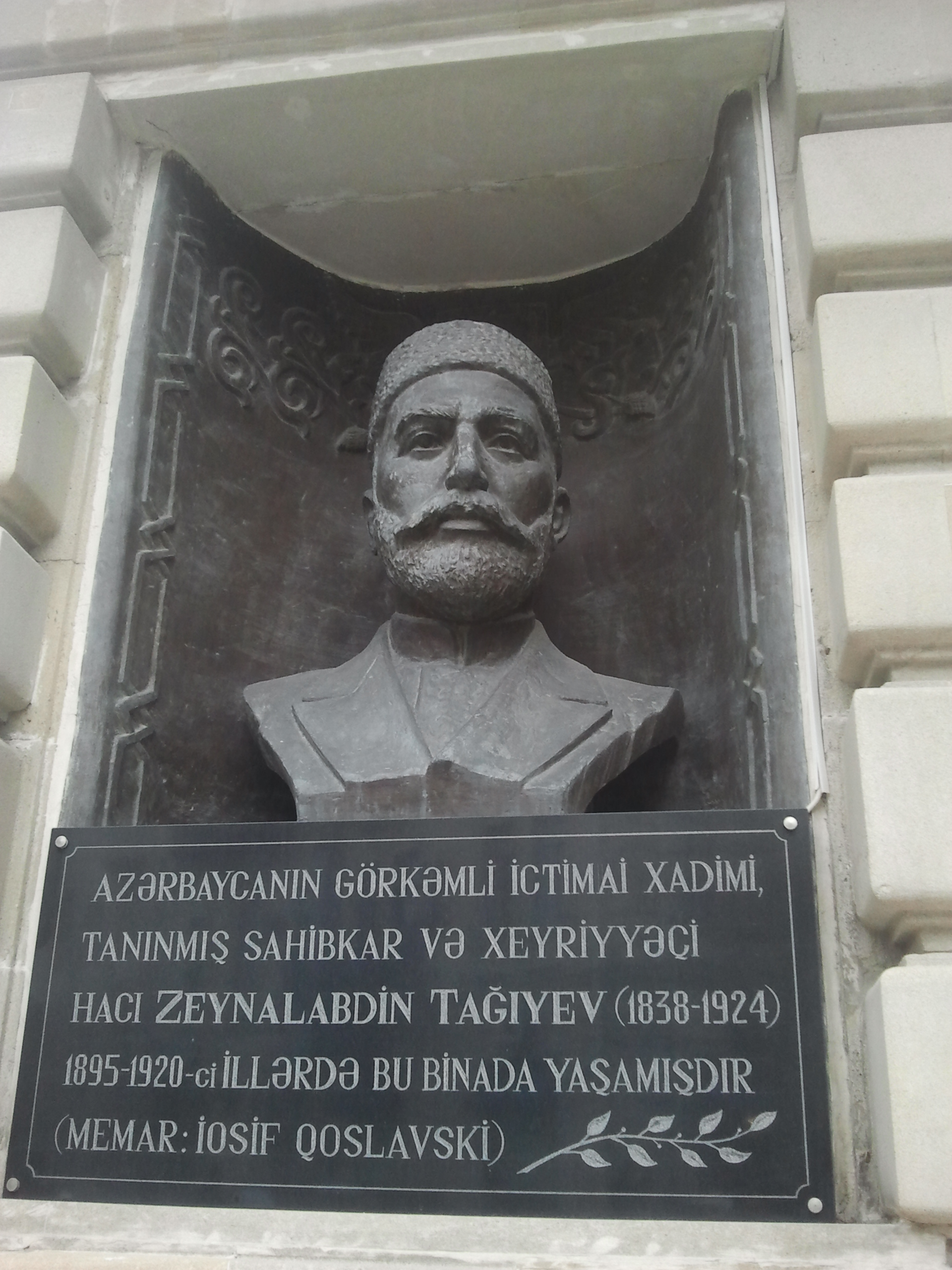
تمثال نصفي للحاج زين العابدين تاجييف

## من إنجازاته
خلال زيارتهِ إلى ألمانيا وأثناء تناولهِ الطعام في مطعم دفع فاتورة حساب للمطعم لمدة مائة عام، وتوصل إلى اتفاق مع إدارة المطعم. ووفقا لهذه الاتفاق يعتبر حساب الطعام مدفوعا مسبقا لجميع المواطنين الأذربيجانيين القادمين من بلاد القوقاز ولقد جاء الكثير منهم وتناولوا الطعام في هذا المطعم لمدة مائة عام مجانا ثم أنتهت هذه الإتفاقية قبل فترة وجيزة.
أسس وشيد تاجييف في داغستان مائة مسجد ومائة مدرسة كتاب لتحفيظ القرآن. وأنشأ في ضواحي مدنية باكو حقلاً أنموذجيًّا. وأنشأ للدفاع عن الحقوق الوطنية جرائد متعددة باللغة الروسية والتركية. وأنفق الملايين من الروبيلات لتعليم طلاب العلم في الجامعات الروسية والأوروبية، وصار معظم هؤلاء الطلاب من الأطباء والمحامين والمهندسين الذين تفتخر بهم البلاد، ولم يتوقف عن المساعدة حتى ساعد من في روسيا من المحتاجين والفقراء، كما مد يد المعونة إلى إيران أيضًا. وقد طبعت العديد من الكتب في إيران على نفقتهِ الخاصة، ويقدر ما
ساعد بهِ الفقراء والبائسين في إيران بمليون روبل أو أكثر.

## وفاته
مع احتلال روسيا السوفيتية لأذربيجان في 28 أبريل 1920، تغيرت الاوضاع في البلاد بشكل أساسي.
وصودرت الممتلكات الشخصية والشعبية، وجرى الاضطهاد للكوادر الوطنية والمثقفين، وإتجه كل شيء إلى مصالح روسيا.
وبناء على طلب السكان المحليين، وبتوجيه من أحد قادة الحكومة الجديدة ناريمان ناريمانوف، منح تاجييف الفرصة لاختيار بعض من ممتلكاتهِ التي صادرتها روسيا. ولقد اختار تاجييف منزلهِ فقط في ماردكان من ملكيتهِ السابقة.
ثم توفي الحاج زين العابدين تاجييف في الأول من شهر سبتمبر عام 1924، عن عمر ناهز 101 عاماً، ودفن في يوم 4 سبتمبر.
وحضر جنازته العديد من الناس وحصل ازدحام كبير في تشييعها.